# Рылеево (Московская область)
Рыле́ево — посёлок в Раменском муниципальном районе Московской области. Административный центр сельского поселения Ганусовское. Население — 2354 чел. (2010).

## Название
Название связано с некалендарным личным именем Рылей, слово «рылей» могло означать певца-музыканта, в простонародье музыкальный инструмент лира назывался «рыля», а «рылей» — тот, кто веселит народ, играет и поет.
Также есть версия, что поселок получил название в честь декабриста Кондратия Федоровича Рылеева, повешенного в 1826 году.

## География

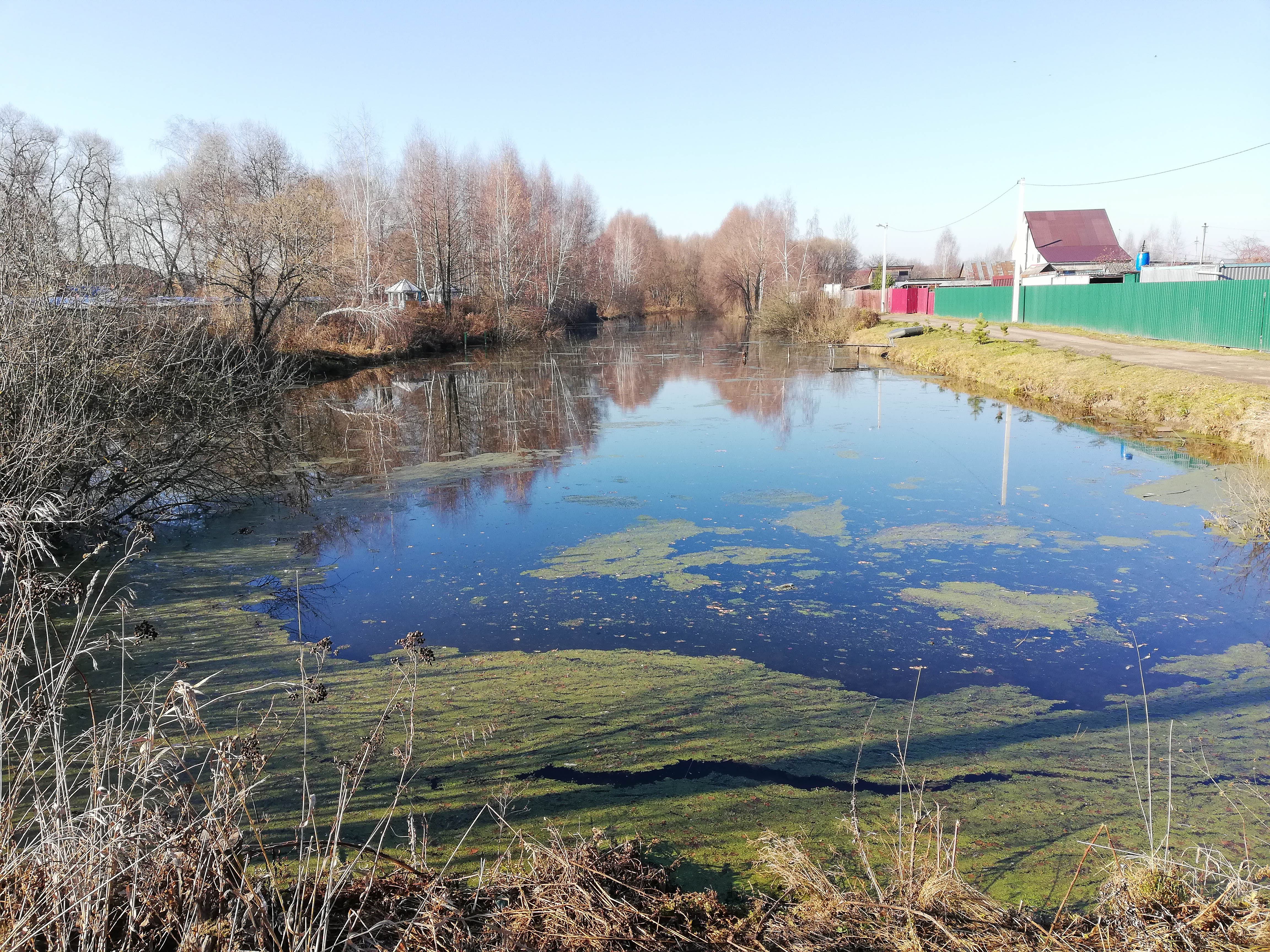
Один из прудов в Рылеево

Посёлок Рылеево расположен в юго-западной части Раменского района, примерно в 24 км к юго-западу от города Раменское. Высота над уровнем моря 139 м. В посёлке 5 улиц: Коттеджная, Отделение Завалье, Поле 2, Прибрежная и Шоссейная. Ближайшие населённые пункты — деревня Патрикеево и посёлок Ганусово.

## История
Посёлок возник из деревни Рылеево.
В 1926 году деревня входила в Патрикеевский сельсовет Жирошкинской волости Бронницкого уезда Московской губернии.
С 1929 года — населённый пункт в составе Бронницкого района Коломенского округа Московской области. 3 июня 1959 года Бронницкий район был упразднён, деревня передана в Люберецкий район. С 1960 года в составе Раменского района.
До муниципальной реформы 2006 года посёлок входил в состав Ганусовского сельского округа Раменского района.

## Население
| 1926 | 2002  | 2010  |
| ---- | ----- | ----- |
| 71   | ↗2201 | ↗2354 |

В 1926 году в деревне проживал 71 человек (21 мужчина, 50 женщин), насчитывалось 15 крестьянских хозяйств. По переписи 2002 года — 2201 человек (1028 мужчин, 1173 женщины).